# Β-santalol
β-santalol is een onverzadigd alcohol, behorende tot de stofklasse der sesquiterpenen. Het is het bestanddeel (ongeveer 20%) van de etherische olie van sandelhout (santalol). Het wordt gebruikt in parfums en als geurstof in cosmetische producten (zepen, crèmes, hairsprays en lotions). Het heeft een zoete, matig sterke houtgeur.
Er bestaat ook een structuurisomeer: α-santalol.